# Liga Nacional de Baloncesto 2023
La temporada 2023 de la Liga Nacional de Baloncesto fue la decimoséptima temporada de la historia de la competición dominicana de baloncesto. La temporada regular contó con 56 partidos (14 cada equipo), esta comenzó el martes 9 de mayo y finalizó el martes 13 de junio. Los playoffs iniciaron el miércoles 14 de junio y terminaron el jueves 3 de agosto, cuando los Reales de La Vega derrotaron a los Titanes del Distrito Nacional en el séptimo de la serie final, proclamándose campeones nacionales por tercera vez en la historia.

## Sistema de competición
La competición consta de un grupo único integrado por ocho equipos de diferentes ciudades de la República Dominicana. Siguiendo un sistema de liga, los ocho equipos se enfrentan todos contra todos en dos ocasiones, una de local y otra de visitante, sumando un total de 14 partidos por equipo en la fase regular. La clasificación se establece teniendo en cuenta los puntos obtenidos en cada enfrentamiento, a razón de dos por partido ganado y uno en caso de derrota.
Al final de la fase regular, los seis primeros clasificados avanzan a la fase de eliminación para definir los semifinalistas del torneo. Todos los resultados de la fase regular de la competición son transferidos a la fase de eliminación. Una vez allí, se continua con el sistema de liga, los seis equipos se enfrenta nueva vez todos contras todos en dos ocasiones más, sumando un total de 10 partidos por equipo en la fase eliminatoria.
Una vez concluida la fase de eliminación, los cuatro primeros de la tabla clasifican a las semifinales del torneo. Allí, los cuatro equipos se emparejaran de acuerdo con su clasificación en la fase eliminatoria y disputan unas series eliminatorias al mejor de cinco partidos (al mejor de siete en la serie final). Los primeros clasificados tienen ventaja de campo y los emparejamientos se hacen favoreciendo la clasificación previa, es decir el primero juega con el cuarto y el segundo con el tercero. El ganador de la serie final de estas eliminatorias es proclamado campeón de la LNB.

## Temporada regular

### Clasificaciones
| Pos. | Equipo                             | PJ | G  | P  | %    | PD | Pts |
| ---- | ---------------------------------- | -- | -- | -- | ---- | -- | --- |
| 1    | Reales de La Vega                  | 14 | 10 | 4  | .714 | -  | 24  |
| 2    | Leones de Santo Domingo            | 14 | 9  | 5  | .643 | 1  | 23  |
| 3    | Soles de Santo Domingo Este        | 14 | 8  | 6  | .571 | 2  | 22  |
| 4    | Titanes del Distrito Nacional      | 14 | 8  | 6  | .571 | 2  | 22  |
| 5    | Indios de San Francisco de Macorís | 14 | 7  | 7  | .500 | 3  | 21  |
| 6    | Cañeros del Este                   | 14 | 7  | 7  | .500 | 3  | 21  |
| 7    | Marineros de Puerto Plata          | 14 | 4  | 10 | .286 | 6  | 18  |
| 8    | Metros de Santiago                 | 14 | 3  | 11 | .214 | 7  | 17  |

|  | Clasificados a la fase de eliminación |

### Premios
- Jugador Más Valioso:

-  Gelvis Solano, Reales de La Vega

- Jugador Defensivo del Año:

-  Luismal Ferreiras, Indios de San Francisco de Macorís

- Sexto Hombre del Año:

-  Diego Colón, Leones de Santo Domingo

- Jugador de Más Progreso:

-  Diego Colón, Leones de Santo Domingo

- Novato del Año:

-  Luismal Ferreiras, Indios de San Francisco de Macorís

- Dirigente del Año:

-  Julio Duquela, Leones de Santo Domingo

| - Quinteto ideal ofensivo: - Gelvis Solano, Reales de La Vega - Jassel Pérez, Titanes del Distrito Nacional - Jaison Valdez, Leones de Santo Domingo - Luismal Ferreiras, Indios de San Francisco de Macorís - Raphiael Putney, Reales de La Vega | - Quinteto ideal defensivo: - Anyeuri Castillo, Soles de Santo Domingo Este - Jassel Pérez, Titanes del Distrito Nacional - Jaison Valdez, Leones de Santo Domingo - Luismal Ferreiras, Indios de San Francisco de Macorís - Raphiael Putney, Reales de La Vega |

## Playoffs

### Fase de eliminación
Todos los resultados de la fase regular de la competición se transfirieron a la fase de eliminación.
| Pos. | Equipo                             | PJ | G  | P  | %    | PD | Pts |
| ---- | ---------------------------------- | -- | -- | -- | ---- | -- | --- |
| 1    | Reales de La Vega                  | 24 | 15 | 9  | .625 | -  | 39  |
| 2    | Titanes del Distrito Nacional      | 24 | 14 | 10 | .583 | 1  | 38  |
| 3    | Indios de San Francisco de Macorís | 24 | 14 | 10 | .583 | 1  | 38  |
| 4    | Leones de Santo Domingo            | 24 | 13 | 11 | .542 | 2  | 37  |
| 5    | Soles de Santo Domingo Este        | 24 | 12 | 12 | .500 | 3  | 36  |
| 6    | Cañeros del Este                   | 24 | 11 | 13 | .458 | 4  | 35  |

|  | Clasificados a las semifinales |

### Cuadro
|  | Semifinales | Semifinales                        | Semifinales |                               |   | Serie Final       | Serie Final | Serie Final |  |
|  | Mejor de 5  | Mejor de 5                         | Mejor de 5  |                               |   | Mejor de 7        | Mejor de 7  | Mejor de 7  |  |
|  |             |                                    |             |                               |   |                   |             |             |  |
|  |             |                                    |             |                               |   |                   |             |             |  |
|  | 1           | Reales de La Vega                  | 3           |                               |   |                   |             |             |  |
|  | 1           | Reales de La Vega                  | 3           |                               |   |                   |             |             |  |
|  | 4           | Leones de Santo Domingo            | 2           |                               |   |                   |             |             |  |
|  | 4           | Leones de Santo Domingo            | 2           |                               | 1 | Reales de La Vega | 4           |             |  |
|  |             |                                    |             |                               | 1 | Reales de La Vega | 4           |             |  |
|  |             |                                    | 2           | Titanes del Distrito Nacional | 3 |                   |             |             |  |
|  | 2           | Titanes del Distrito Nacional      | 2           | Titanes del Distrito Nacional | 3 | 3                 |             |             |  |
|  | 2           | Titanes del Distrito Nacional      |             |                               |   | 3                 |             |             |  |
|  | 3           | Indios de San Francisco de Macorís | 2           |                               |   |                   |             |             |  |
|  | 3           | Indios de San Francisco de Macorís | 2           |                               |   |                   |             |             |  |
|  |             |                                    |             |                               |   |                   |             |             |  |

|                                       |
|                                       |
| Campeón Reales de La Vega 3.er título |

| Jugador Más Valioso de la Serie Final |
| ------------------------------------- |
| Gelvis Solano, Reales de La Vega      |